# La Rédemption
La Rédemption es un municipio parroquial canadiense situado en la provincia de Quebec.

## Superficie
La Rédemption tiene una superficie de 116,63 km².

## Demografía
En 2021, tenía 384 habitantes, una densidad poblacional de 3,3 hab./km², y 227 viviendas.